# Sipakapense
Sipakapense (Sipacapa Quiché, Sipacapeño, Sipacapense), pleme američkih Indijanaca porodice Mayan nastanjeno u blizini Sipacape u gvatemalskom departmanu San Marcos. Sipakapense danas broje oko 12,000 duša koji žive od primarno od poljoprivrede, odnosno uzgoja kukuruza, graha i avokada. Jezično su najbliži Quiché Indijancima.

## Vanjske poveznice
- Los Sipakapenses
- Sipakapense